# Teresa López Bustamante
Teresa López Bustamante (Maracaibo, 17 de noviembre de 1883 - Maracaibo, 6 de agosto de 1926) fue una periodista venezolana, pionera en su gremio, y fundadora del diario católico de Maracaibo, La Columna. Lo que comenzó por su iniciativa como una hoja cristiana, en un pequeño taller, se convertiría después en el Diario La Columna.

## Datos biográficos

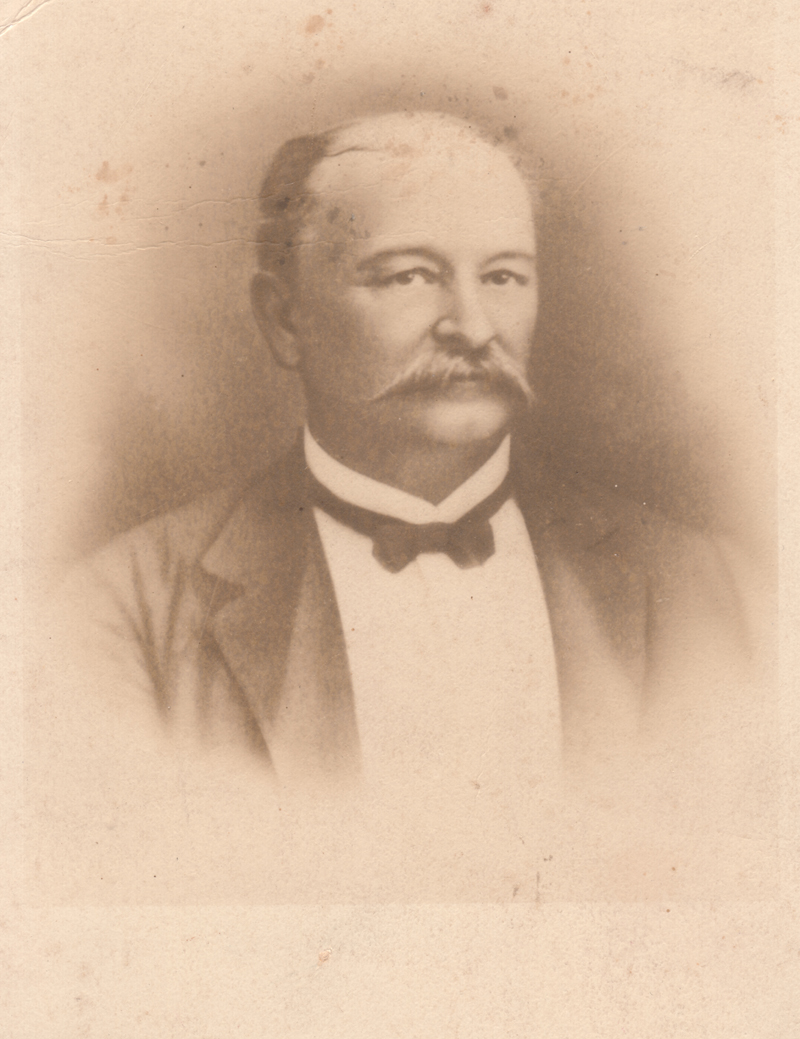
Eduardo López Rivas, padre de Teresa López Bustamante

Nació el 17 de noviembre de 1883, en el sector "Los Haticos" de Maracaibo. Era hija del célebre periodista Eduardo López Rivas, director del diario El Fonógrafo y de la revista El Zulia Ilustrado. Su madre, Carmen Bustamante de López, era sobrina del doctor Francisco Eugenio Bustamante y descendiente del general Rafael Urdaneta.
Teresa creció dentro de una atmósfera intelectual, a la sombra de su padre, y a la vez religiosa, ya que su madre era una dama muy cercana a la Iglesia católica. Carmen Bustamante de López murió cuando Teresa era una niña.

## Periodista y educadora
Desde su juventud, Teresa fue una mujer adelantada a su época. La sociedad reservaba entonces muy pocos espacios para las mujeres, pero animada por su padre, un intelectual progresista y liberal, educado en Francia, Teresa trabajó desde muy joven, compaginando la enseñanza voluntaria del catecismo en las escuelas más necesitadas de Maracaibo, con sus dotes para la escritura.

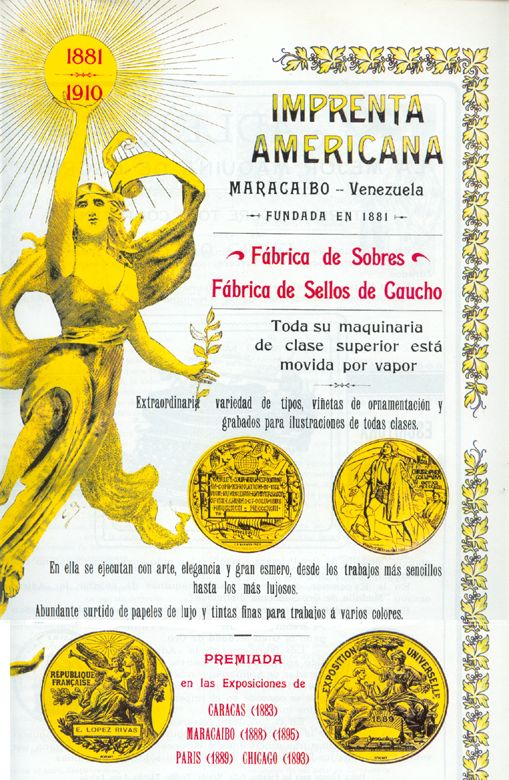
Aviso de la Imprenta Americana, taller donde se formó Teresa López Bustamante

Comenzó colaborando en el taller tipográfico de su padre, la Imprenta Americana, junto a sus hermanos, Eduardo, Enrique y Carlos López Bustamante, y con el tiempo empezó a escribir sus propios artículos en el diario "El Fonógrafo". Al llegar a la madurez, los cuatro hermanos se convirtieron en una auténtica dinastía de escritores, dignos herederos de Eduardo López Rivas.
Su padre murió en 1913, dejando el periódico y la imprenta en manos de sus hijos. Eduardo López Bustamante, el hijo mayor, quedó a cargo de la dirección de El Fonógrafo, que continuó su noble trayectoria por cuatro años más.
En 1917, el gobierno de Juan Vicente Gómez clausuró la imprenta y el periódico, debido al apoyo del diario a los países Aliados durante la Primera Guerra Mundial. Gómez simpatizaba con el Imperio Alemán en el conflicto y, aunque el dictador controlaba casi toda la prensa venezolana, El Fonógrafo mantuvo su línea editorial a pesar de las amenazas constantes del gobierno.

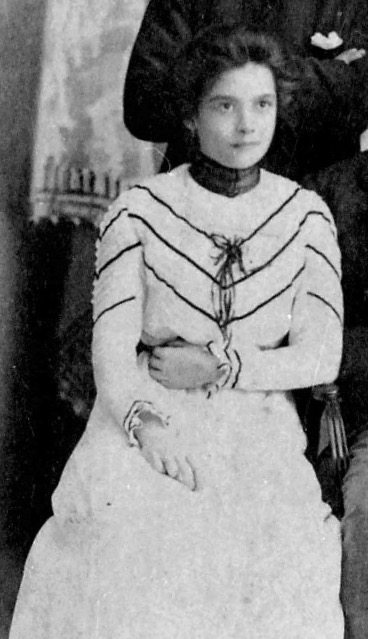
Teresa López Bustamante en su juventud.

Cuando los talleres de la imprenta y el diario fueron allanados por la policía gomecista, Eduardo, Carlos y Enrique López Bustamante salieron al exilio, quedando sólo Teresa en Venezuela. El gobierno comenzó a aislarla y a vigilar todos sus pasos. Se le prohibió salir de la ciudad y escribir en cualquier otro periódico. 
La dictadura gomecista parecía haber acabado con todo, pero Teresa no se rindió. Conservó su espíritu caritativo y su dedicación a la enseñanza voluntaria en Maracaibo, donde se había granjeado la simpatía y el cariño de toda la población.

### Diario "La Columna"
En 1924 fundó en la Arquidiócesis de Maracaibo el periódico El Bien del Pueblo, que se convertiría en el Diario La Columna, hoy fuera de circulación. Este diario católico circuló durante 75 años y llegó a ser uno de los más importantes periódicos del Estado Zulia.
Allí trabajó por mucho tiempo como directora, articulista y correctora de pruebas, compaginando este trabajo con su labor al lado del presbítero Monseñor Helímenaz Añez, en la Catedral de Maracaibo, donde fundó diversas obras de caridad.
También escribió para muchos otros periódicos. Los diarios de la ciudad de Maracaibo reseñaron artículos excelentes de Teresa López Bustamante. Sus escritos eran comentados por brillantes plumas de intelectuales zulianos, que la acreditaban como una gran escritora de vastos conocimientos.
Murió en Maracaibo, en el año 1942. Sus restos reposan en el cementerio "El Cuadrado" de la ciudad capital del Estado Zulia.

## Reconocimiento
La "Escuela Teresa López Bustamante" del municipio San Francisco, en Maracaibo, es un humilde homenaje del pueblo marabino a esta mujer excepcional, que tanto dio por la educación de los más necesitados. 